# Dolina Kondratowa
Dolina Kondratowa je dolina v polských Západních Tatrách. Tvoří západní částí Doliny Bystré.

## Popis doliny a geografie
Na jihozápadní straně ji ohraničuje Kalacka Kopa a Wielki Giewont, na západě severní hřeben Kondratovy kopy, na jihu Hlavní hřeben Západních Tater na úseku od Kondratovy kopy přes Suchý vrch Kondracký po Goričkovou. Největší boční větví doliny je Dolina Sucha Kondracka. V horní části se Dolina Kondratowa se rozvětvuje na dvě části: Dolina Małego Szerokiego vedoucí pod Kondracku Przełęcz a Długi Żleb.
Větší část doliny je složena z vápencových hornin. Vytvořily se v ní krasové útvary, kterými protéká podzemní voda. Proto je dolina v převážné míře suchá. Voda vyvěrá v prameni Wywierzysko Bystrej. Krátký Kondratowy Potok je aktivní pouze, když je v údolí hodně vody. Dolina je relativně plochá, i když v minulosti ji formoval ledovec. Vyskytuje se v ní zajímavá flóra: vratička mnohoklaná (Botrychium multifidum), křivatec nejmenší (Gagea minima) – v Karpatech vzácné rostliny. Ve středu doliny je Polana Kondratowa, na které stojí Chata PTTK na Hali Kondratowej a stanice TOPRu.
V minulosti byla Dolina Kondratowa využívána pro pastvu na Hale Kondratowej. V současnosti je jednou z nejnavštěvovanějších tatranských dolin. Vedou přes ni oblíbené turistické trasy na Wielki Giewont a Červené vrchy a na Kasprov vrch.

## Turistika
- – z Kuźnic na chatu a potom na Kondracku Przełęcz a Wielki Giewont
  - délka túry z Kuźnic na chatu: 1:20 h, ↓ 1 h
  - délka túry s chaty na Giewont: 1:45 h, ↓ 1:15 h
- – z chaty na Przełęcz pod Kopą Kondracką.
  - délka túry: 1:20 h, ↓ 1 h